# Leschenaultia grossa
Leschenaultia grossa är en tvåvingeart som beskrevs av Brooks 1947. Leschenaultia grossa ingår i släktet Leschenaultia och familjen parasitflugor. Inga underarter finns listade i Catalogue of Life.